# Снопків
Сно́пків — місцевість Галицького району міста Львова, обмежена вулицями Руставелі, Волоською, Снопківською, Стуса, Дністерською, Зеленою, Тарнавського та Архипенка.

## Історія
Найстаріша забудова походить із часів Австро-Угорської імперії. Дуже багато споруд раннього конструктивізму, збудовані у міжвоєнний період. Часто трапляється забудова радянського періоду, а окремі житлові будинки споруджені в часи незалежності, переважно у XXI столітті.
Великі транспортні магістралі оминають Снопків, тому тут багато зелених зон. Це, а також близькість місцевості до центру міста, робить Снопків одним із найдорожчих та найкращих для проживання районів міста.
1913 року під час земляних робіт у маєтку Леваковських було знайдено кілька центнерів старих олов'яних куль. Через цю знахідку стала відомою історія про те, як покійний Владислав Леваковський наприкінці повстання 1863 року закопав у маєтку 40 тис. куль і поблизу липової алеї велику кількість бельгійських карабінів.

## Назва
Назва місцевості походить від фільварку «Снопків», що розташовувався приблизно там, де у 1990-х роках був речовий ринок при стадіоні «Україна», який споруди на Снопкові 1963 року. Власником фільварку Снопків на початку XIX століття був львівський архітектор французького походження П'єр Дені Ґібо, що дотримувався стильових принципів класицизму. Працював у Львові та Львівщині на зламі XVIII—XIX століть, звідси назва «Ґібувка». 
У 1871 році на честь місцевості була названа вулиця Снопківська.

## Важливі споруди
- стадіон «Україна» — один з найбільших стадіонів у Львові.